# فريق الأمم المتحدة للمساعدة في فترة الانتقال

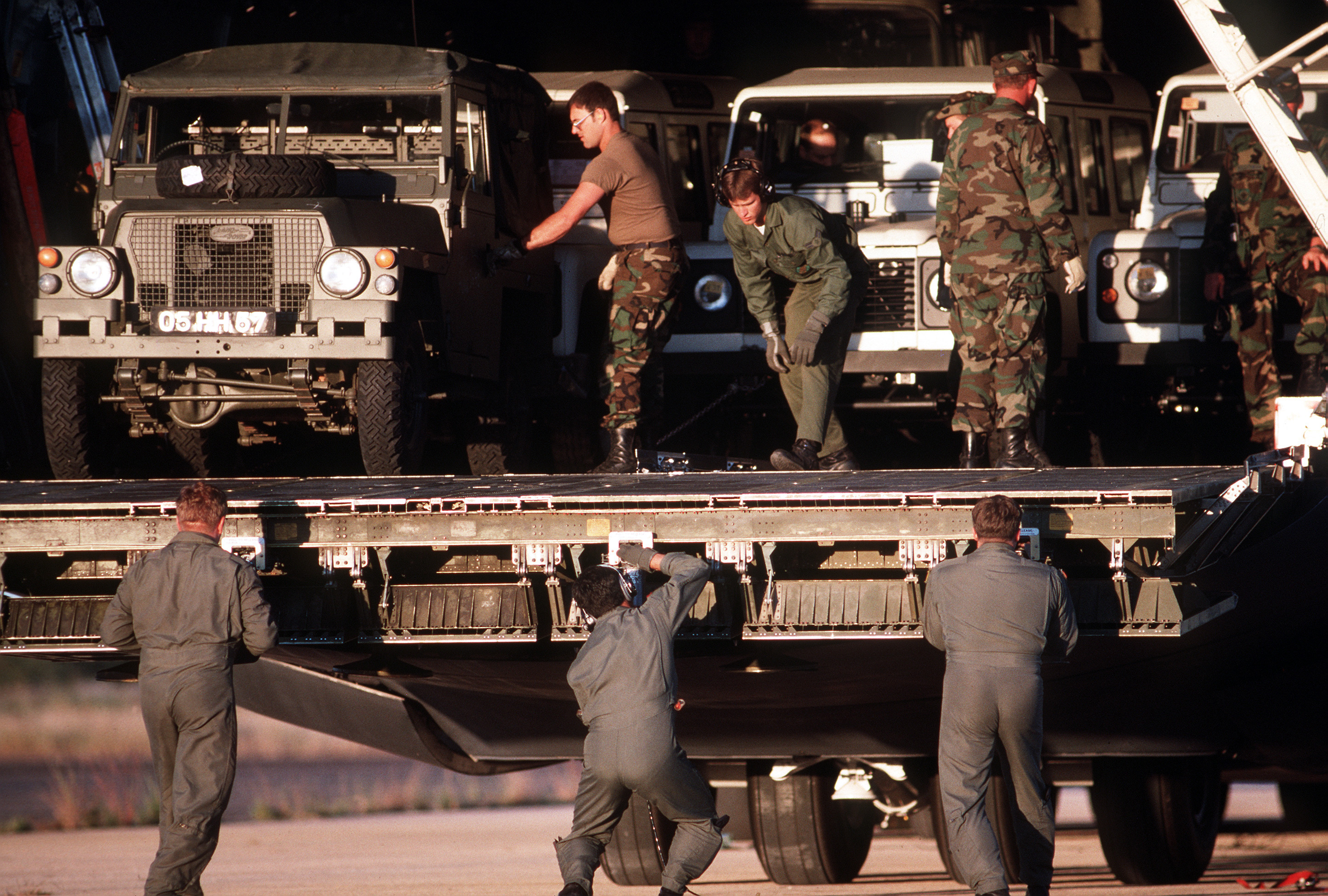
يقوم الطاقم بإفراغ حمولة الهبوط في جروتفونتين لاستخدامها من قبل القوات الفنلندية لفريق المساعدة

فريق الأمم المتحدة للمساعدة في فترة الانتقال كانت عبارة عن قوة لحفظ السلام تابعة للأمم المتحدة تم نشرها من أبريل 1989 إلى مارس 1990 في ناميبيا لدعم عملية السلام ومراقبة الانتخابات في إطار خطة استقلال البلاد.
كانت ناميبيا مستعمرة سابقة تابعة لجنوب غرب إفريقيا الألمانية، ومنذ عام 1921 إلى عام 1966 أضحت تحت إدارة جنوب إفريقيا بموجب تفويض صادر عن عصبة الأمم. إلا أنه في أعقاب الحرب العالمية الثانية، حاولت جنوب إفريقيا ضم هذه الأراضي قانونيا بناء على إقرار من الأمم المتحدة دون جدوى. في عام 1966، ألغت الجمعية العامة للأمم المتحدة تفويض جنوب إفريقيا على جنوب غرب إفريقيا، والتي أعيد تسميتها ناميبيا في عام 1968، في حين كان جيش التحرير الشعبي الناميبي والجناح العسكري للمنظمة الشعبية لجنوب غرب إفريقيا قد انخرط في كفاح مسلح ضد قوات جنوب إفريقيا للحصول على الاستقلال. في عام 1971، أعلنت محكمة العدل الدولية أن احتلال جنوب إفريقيا غير قانوني.
في عام 1978، نص قرار مجلس الأمن الدولي رقم 435 على إجراء انتخابات تنظمها جنوب أفريقيا تحت السيطرة المباشرة للأمم المتحدة بعد وقف إطلاق النار بين الدولتين، لكن اشتداد الحرب الأهلية الأنغولية على خلفية الحرب الباردة في الجنوب الأفريقي أخر تنفيذ هذا القرار. واعتبارًا من مارس 1989، وبفضل نهاية الحرب الباردة وتوقيع اتفاقيات السلام بين الأطراف المتحاربة الرئيسية، تمكنت الأمم المتحدة من نشر فريق حفظ السلام في ناميبيا بموجب قرار الأمم المتحدة رقم 632 الصادر في 16 فبراير 1989. وبالرغم من بعض المناوشات بين المتحاربين، انتهت عملية السلام بانتخاب جمعية تأسيسية في نوفمبر 1989 تميزت بانتصار جيش التحرير الشعبي لناميبيا، ثم صياغة دستور جديد بعد أربعة أشهر ليعقبها إعلان استقلال ناميبيا في 21 مارس 1990.